# Strausz János (jogász)
Strausz János (Budapest, 1934. december 23. – 2020. szeptember 21.) magyar jogász, bíró, 1998 és 2004 között az Alkotmánybíróság tagja.

## Élete
Építészmérnök édesapja munkaszolgálatosként tűnt el a Don-kanyarban, édesanyja varrónőként és trafikosként dolgozott, hogy el tudja tartani két fiát. Magánúton érettségizett a budapesti Berzsenyi Dániel Gimnáziumban, majd felvételizett muzeológia szakra és a külügyi főiskolára is, végül 1954-től az Eötvös Loránd Tudományegyetem Állam- és Jogtudományi Karának hallgatója volt. Az 1956-os forradalom idején nyilvánosan hangoztatott véleménye miatt 1957-ben ellenforradalmárnak minősítették, és kizárták az egyetemről, ezután hat évig gyári munkásként dolgozott.
1960-tól levelező tagozaton folytatta jogi tanulmányait, 1963-ban summa cum laude minősítéssel diplomázott. 1963 és 1967 között bírósági fogalmazó, 1967-től 1977-ig pedig tanácsvezető bíró volt, büntetőbíróként főleg erőszakos bűncselekményeket tárgyalt. 1977-ben a Fővárosi Bíróság fellebbezési tanácsának tagja lett, 1980-tól pedig elsőfokú tanácselnök volt. Az általa tárgyalt ügyek között volt a gellérthegyi Fekete kéz galeri pere, a gyerekgyilkossággal vádolt Magda János ügye, a Pócspetri-ügy perújítása és a salgótarjáni sortűzper. 1998 decemberében választották meg az Alkotmánybíróság tagjává, 2004 decemberéig volt alkotmánybíró. Érdeklődési területe a büntetőjog, a büntető eljárási jog és a jogtörténet, valamint a magyar közjog volt. Az egyik legnagyobb tekintélyű, legfelkészültebb magyar büntetőbírónak tartották.
2020-ban hunyt el, a Kozma utcai izraelita temetőben nyugszik.

## Kitüntetése
- A Magyar Érdemrend parancsnoki keresztje a csillaggal (2005)